# Иван Цонов
Иван Цонов е български състезател по борба.

## Биография
Иван Цонов е роден е на 31 юли 1966 г. в село Красново, Пловдивско. През 1985 г. става световен шампион за младежи. През следващата 1986 г. печели златото и на европейското първенство в същата възрастова група.
На летните олимпийски игри в Сеул печели сребърен медал в категория до 48 кг. Следва поредица от успехи на европейски първенства: бронзов медал (1990, 1995), златен медал (1992), сребърен медал (1994, 1996, 1999).
Носител на носител на златния пояс „Дан Колов“ през 1990 г. В края на състезателната си кариера участва на Олимпийските игри в Сидни (2000).
Веднага след това поема поста старши треньор на националния отбор по свободна борба за мъже.
Още при дебюта си на треньорското поприще, през следващата 2001 година, е обявен за треньор №1 на България. През 2006 г. продължава да води мъжкия национален отбор по свободна борба.
Иван Цонов е семеен и има една дъщеря Цвети Цонова (р. 1995).